# Prednja ishemička optikoneuropatija
Prednja ishemička optička neuropatija je poremećaj koji uključuje gubitak vida zbog oštećenja vidnog živca zbog nedostatne opskrbe krvlju. Obično se dijeli u dvije vrste: arterijska i nearterijska. Ovaj članak se većinom osvrće na nearterijsku.

## Uvod
Razlika između arterijske prednje ishemičke optičke neuropatije i nearterijske prednje ishemičke optičke neuropatije je napravljena kako bi se naglasila razlika u etiologijama tog poremećaja. Arterijska prednja ishemička optička neuropatija je uzrokovana temporalnim arteritisom, upalnom bolesti arterija srednje veličine koja se javlja u zrelijoj dobi. Suprotno tome, nearterijska prednja ishemička optička neuropatija je uzrokovana istovremenim kardiovaskularnim čimbenicima rizika u pacijenta sa zagušenim optičkim diskom. Nearterijska prednja ishemička optička neuropatija je češća od arterijske i obično nešto mlađu populaciju od arterijske. Također, dok nearterijska prednja ishemička optička neuropatija rijetko uzrokuje potpuni gubitak vida, kod arterijske je potpuni gubitak vida prisutan u većini slučajeva.

## Simptomi i dijagnoza
Nearterijska prednja ishemička optička neuropatija se obično javlja naglo i nakon buđenja. Pacijent primjećuje slab vid na jednom oku. Vid tog oka je obično oslabljen tamnom sjenom, često samo na gornjoj ili donjoj polovici vidnog polja, obično u nazalno prednja ishemička optička neuropatija m dijelu. Bol nije prisutna. U otprilike 6 mjeseci nakon infarkta vidna oštrina se popravlja za tri reda na optotipu u 42,7% pacijenata. Ali također je primjećeno pogoršanje vidne oštrine za tri reda u 12,4% pacijenata. Zahvaćanje drugog oka se javlja u 15-20% pacijenata u roku od 5 godina. Srećom vidna oštrina može biti i samo srednje narušena. Nadalje, nearterijska prednja ishemička optička neuropatija obično uzrokuje hemianopsiju (ili gornjeg ili donjeg dijala vidnog polja, ali ne oboje). U nekoliko slučajeva nearterijske prednje ishemičke optičke neuropatije zabilježen je potpuni gubitak vida.
S obzirom na to da je nearterijska prednja ishemička optička neuropatija slična arterijskoj, pacijenti iznad 50 godina starosti s dijagnozom nearterijske prednje ishemičke optičke neuropatije moraju biti pregledani kako bi se isključila sumnja na arterijsku prednju ishemičku optičku neuropatiju (simptomi: bolni grčevi mišića vilice, osjetljivost tjemena, nenamjerni gubitak na težini, umor, mialgije i gubitak apetita). Nadalje, pacijenti s nearterijskom prednjom ishemičkom optičkom neuropatijom stariji od 75 godina bi definitivno trebali napraviti krvne testove.

## Učestalost
Učestalost iznosi oko 8000/godišnje u SAD-u.

### Uzroci i čimbenici rizika
Mehanizam ozljede za nearterijsku prednju ishemičku optičku neuropatiju je bio izvor kontroverzi. Međutim, stručnjaci u tom polju (neurooftalmolozi) su postigli konsenzus da je najčešće riječ o dva glavna čimbenka rizika. Prvi je predispozicija zbog određenog oblika optičkog diska. Optički disk je mjesto gdje se aksoni iz mrežničnih ganglijskih stanica skupljaju u vidni živac. Vidni živac je skup aksona koji prenosi vidne signale iz oka u mozak. Zbog toga vidni živac mora proći kroz stijenku očne jabučice, kroz prolaz koji je 20-30% veći od promjera samog živca. Kod nekih bolesnika vidni živac je velik gotovo kao i prolaz kojim prolazi, i optički živac izgleda [crowded?] kada se gleda oftalmoskopom. Takav oblik diska se naziva i „rizični disk.“ Iako je to čimbenik rizika, većina bolesnika s takvim diskom nikada ne razviju nearterijsku prednju ishemičku optičku neuropatiju.
Drugi glavni čimbenik rizika uključuje uobičajene kardiovaskularne čimbenike rizika. Najčešći su dijabetes, hipertenzija i visoke razine kolesterola. Iako ti čimbenici zajedno utječu na razvoj nearterijske prednje ishemičke optičke neuropatije, glavni čimbenik je jasno vidljivi pad krvnog tlaka tokom sna – noćna arterijska hipotenzija. Zbog toga veliki broj pacijenata prvi put primijeti gubitak vida nakon buđenja. Ti vaskularni čimbenici rizika uzrokuju ishemiju dijela optičkog diska. Tada disk otiče, i u zagušenom optičkom disku dolazi do kompresije i jačanja ishemije.
S obzirom na to da oba oka obično imaju sličnu građu, oftalmolog će pregledati zdravo oko kako bi primijetio anatomsku predispoziciju. Nezahvaćeno oko ima 14,7% šanse da će biti zahvaćeno nearterijskom prednjom ishemičkom optičkom neuropatijom u sljedećih 5 godina.
Velik broj studija je povezao korištenje Viagre™ s nearterijskom prednjom ihemičkom optičkom neuropatijom.

## Liječenje
Mislilo se da nakon pojave nearterijske prednje ishemičke optičke neuropatije ne postoji način da se umanji oštećenje. Međutim, nedavno veće istraživanje je pokazalo da u pacijenata koji su primili visoke doze kortikosteroidne terapije nakon oštećenja vidne oštrine na 20/70 ili niže unutar 2 tjedna od nastupa simptoma dolazi do poboljšanja vidne oštrine kod 70% oboljelih. Za usporedbu, kod neliječenih dolazi do oporavka vidne oštrine u samo 41% slučajeva. To istraživanje i istraživanje povijesti nearterijske prednje ishemičke optičke neuropatije je pokazalo da se vidna oštrina može popraviti unutar 6 mjeseci od nastupa oštećenja, ali ne kasnije od toga. Kako bi se smanjio rizik nastanka bolesti i u drugom oku ili dodatna oštećenja u istom oku potrebno je smanjiti čimbenike rizika. To, naravno, uključuje kontrolu kardiovaskularni čimbenika rizika zbog više razloga, uključujući očuvanje nezahvaćenog oka. Nagli gubitak vida zahtijeva konzultaciju s oftalmologom. Ako se javi sumnja na neraterijsku prednju ishemičku optičku neuropatiju idealno je konzultirati se s neurooftalmologom.
Trenutno je u tjeku nekoliko istraživanja koja rade na očuvanju živca 8neuroprotekcija) ili čak regeneraciji vlakana vidnog živca. Trenutno nema kliničkih studija za liječenje nearterijske prednje ishemičke optičke neuropatije. Do sada nema dokaza da takozvani neuroprotektivni lijekovi imaju pozitivan učinak na razvoj bolesti.
Kao dodatak tim istraživanjima, Pfizer, Sveučilište Južne Kalifornije, Otsuka Pharmaceuticals i drugi razni inovatori skupljaju pacijente za inovacije u području liječenja prednje ishemičke optičke neuropatije.